# Rumäniens demografi
Rumäniens demografi behandlar de ämnen som rör Rumäniens befolkningsdata. Rumäniens befolkning var 19 186 201 den 1 januari 2021. Den summerade fruktsamheten var 1,76 barn per kvinna år 2018, vilket är under ersättningsnivån på 2,1.

## Folkmängd

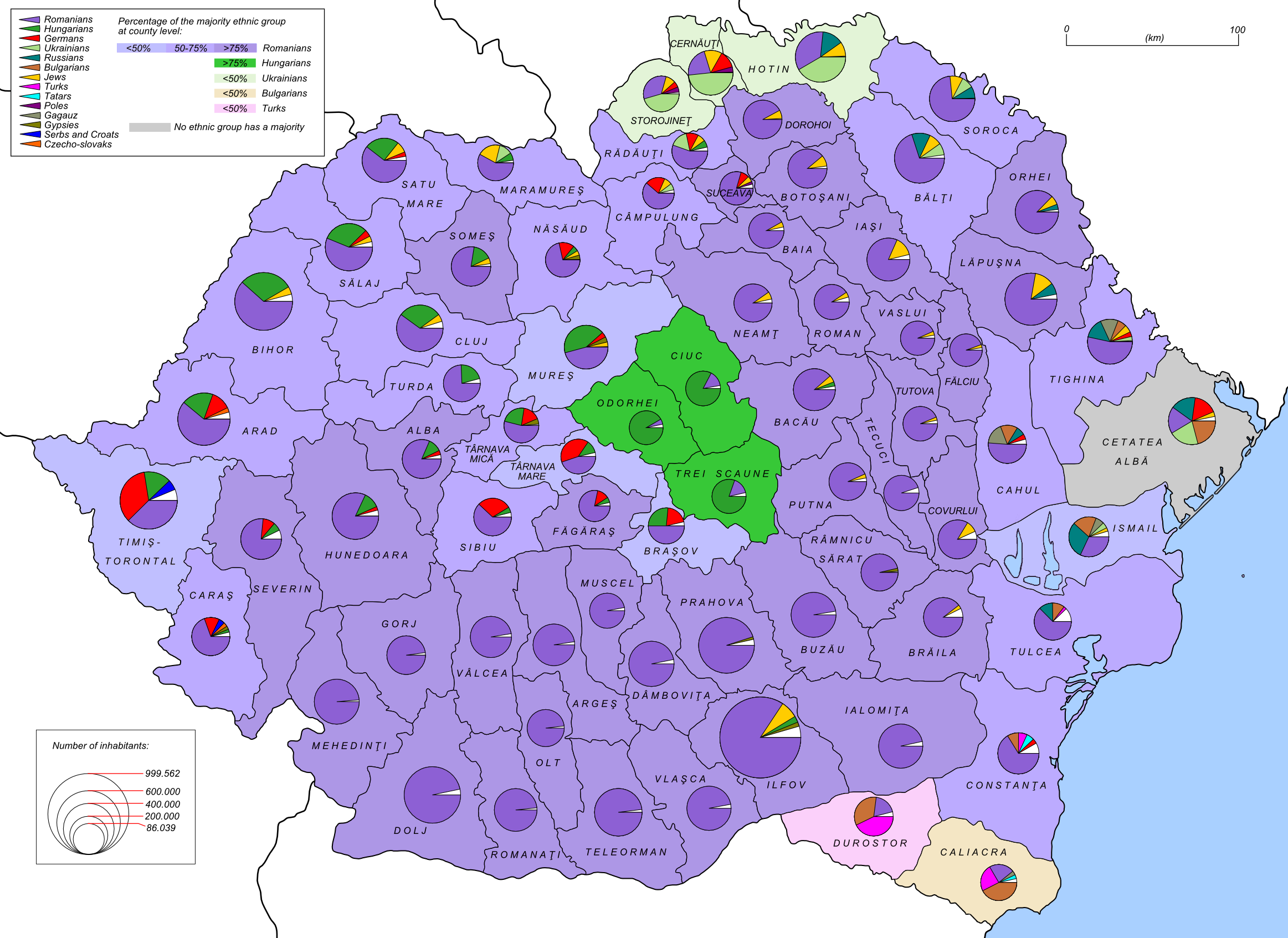
Folkräkningen 1930 var den enda för "Storrumänien" och gav 18 miljoner invånare på en yta av 295 049 km².

Den 4 juli 2013 släpptes slutresultaten efter utredning sedan oktober 2011 Rumäniens befolkning var 20 121 641 av vilka 385 729 befann sig utomlands (mindre än 12 månader) varav minst 1 407 i Sverige.
Myndigheterna i Rumänien kunde konstatera att Rumäniens befolkning minskat med minst 1 559 333 personer mellan 2002 och 2011 och att emigrationen stod för nästan 77 % av minskningen.
Det preliminära resultatet indikerade en befolkning på 19 043 767 människor vilket senare reviderades. En artikel pekar på brister i organisationen av folkräkningen och 10 % i en poll uppgav att de ej tog del av folkräkningen därför att ingen uppräknare besökte dem eller att de inte var hemma när deras hem blev besökt. Spekulationer spred sig om att personernas PIN-kod skulle missbrukas för olagliga ändamål och många rumäner vägrade uppge sin PIN-kod. Enligt INS talesman var det inte obligatoriskt att uppge sin PIN-kod. Dock hade någon högt uppsatt av misstag sagt att PIN-koden var obligatorisk. Folkräkningens personal (Uppräknare) var dåligt tränade och visste inte hur man skulle fylla i formulären.
INS upptäckte att cirka 1,1 miljoner människor ej ingick i 2011 års folkräkning, dvs. hade missats av folkräkningens personal, men man hittade de flesta av dem med hjälp av administrativa källor som var databaser från 7 offentliga institutioner, varför slutresultaten visar en ökning av befolkningen jämfört med det preliminära resultatet.
Antalet personer som varit borta under en längre tid (mer än 12 månader) och ej ingick i befolkningen var 727 540, varav minst 2 460 i Sverige.
Majoritetsbefolkningen rumänerna utgör 88,6 procent av landets befolkning. Den största minoriteten är ungrare. Det finns enligt officiell statistik runt 1,2 miljoner rumänska medborgare med ungerskt ursprung, vilka främst bor i Transsylvanien.
En ukrainsk minoritet finns i Rumänien (som enligt uppgift från 1999 bestod av 300 000 personer) och befolkar huvudsakligen samhällen som ligger i norra Rumänien. Dock väljer flesta ukrainare i Rumänien att själva kalla sig för "rumäner" i folkräkningarna.
Enligt folkräkningen 2011 omfattade ukrainarna 50 920 personer som finns i norra Rumänien.
Nästan 800 000 rumänska medborgare med tyskt ursprung var bosatta i Rumänien år 1939, en siffra som har sjunkit till 36 042 kvarvarande år 2011. När Rumänien ockuperades av Sovjetunionen deporterades tyskar från Rumänien till Tyskland.
De ca 350 000 Csango som är romersk-katolska registreras ofta inte som ungrare i folkräkningarna, trots att 62 000 av dem talar ungerska. Efter första världskriget fördrevs ca 350 000 ungrare från Transsylvanien. Ytterligare 100 000 ungrare fördrevs från framför allt Târgu Mureș, platsen för det beryktade "svarta mars" i mars 1990, då det initierades etniska kravaller mellan ungerska minoritetsbefolkningen och tillresta rumänska extremister. I Târgu Mureș och på andra platser i Transsylvanien har de olika minoriteternas proportioner medvetet manipulerats genom tvångsinflyttning av Moldaviska rumäner, samt en brutal religiös och språklig assimileringspolitik för andra nationaliteter.
Romerna är en annan betydande minoritet, i folkräkningen 2011 steg antalet registrerade romer till 621 573.
Vissa romer väljer att kalla sig själva rumäner eller ungrare. Övriga inkluderar mindre grupper folk med ursprung från grannländerna, exempelvis en grupp på runt tusentalet polacker i Suceava.
Etniska minoriteter får använda sina modersmål i undervisningen, och har tillgång till information på sina modersmål från myndigheter i städer där de utgör mer än 20 procent av befolkningen. I städer där minoritetsbefolkningen utgör mer än 30 procent av befolkningen kan lokala rådsmöten hållas på minoritetsspråket, ifall översättning till rumänska kan erhållas, och officiella protokoll förs på rumänska.
Folkräkningar har genomförts följande år i landet: 1866, 1887, 1899, 1912, 1930, 1941, 1948, 1956, 1966, 1977, 1992, 2002 och 2011.
Vid folkräkningen 1992 var Rumäniens befolkning 22 760 449 men man hade ett resultat på 22 800 000 personer ett kort tag (reviderades) på grund av polacker i nordöstra delen som senare inte skulle inkluderas, befolkningen 1992 med resultatsiffra 22 760 499 var som störst någonsin men sedan dess befolkningen stegvis minskat och vid den senaste folkräkningen 2011 var Rumäniens befolkning som sagt 20 121 641 personer.

## Språk
Landets officiella språk är rumänska (ett romanskt språk i den indoeuropeiska språkfamiljen). Rumänska är närbesläktat med italienska, franska, spanska, portugisiska och katalanska. Runt 30 miljoner personer i världen talar rumänska, främst i Rumänien och Moldavien. Minoritetsspråken erkänns inte som officiella språk i den rumänska författningen.
En relativt stor ungersk minoritet i Transsylvanien talar både ungerska och rumänska, och fram till 1990-talet fanns det ett visst antal karpattyskar, men de flesta av dem lämnade landet i och med kommunismens fall.

## Religion

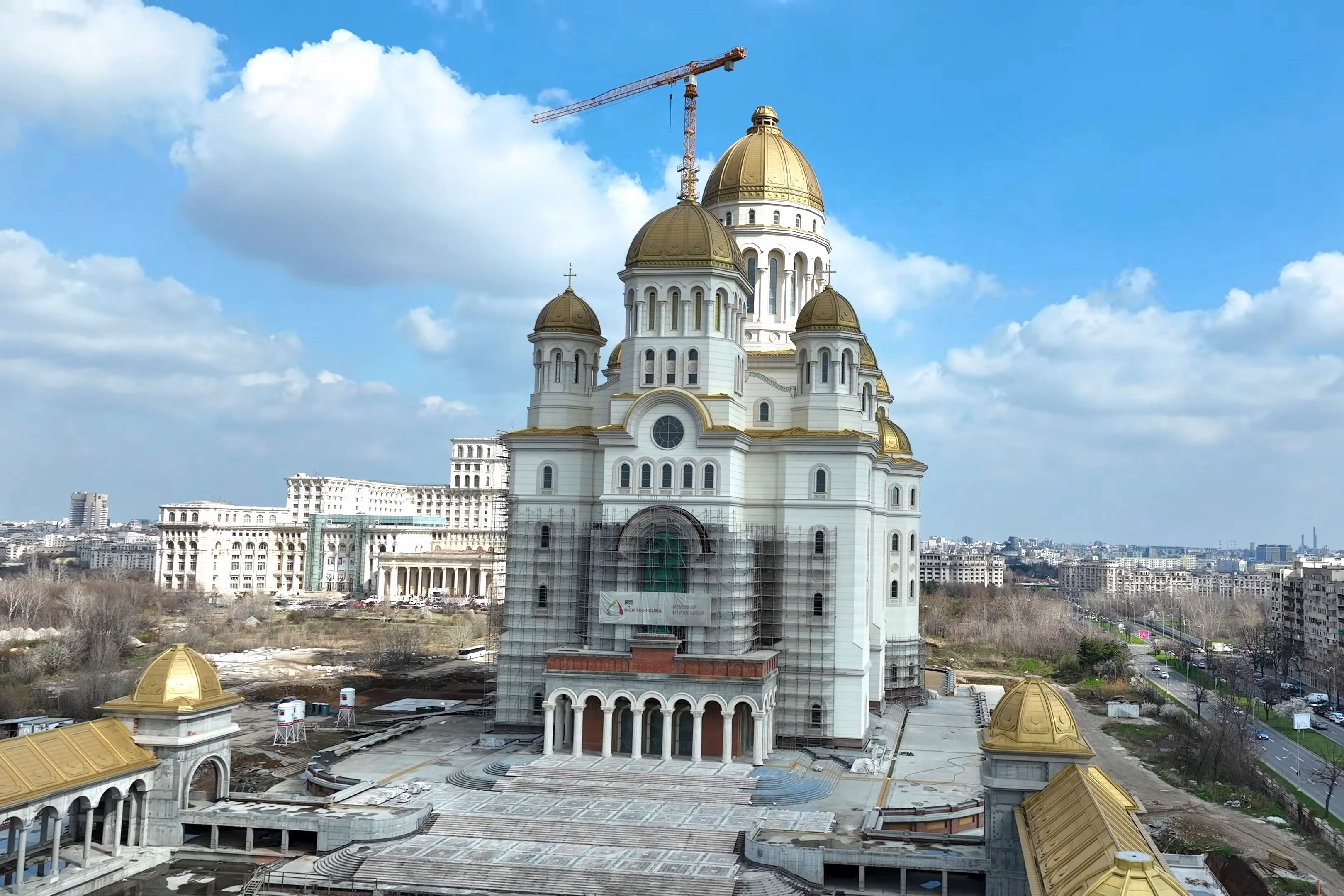
Folkets frälsnings katedral i Bukarest är världens största östortodoxa katedral.

Religioner (statistik från 2009):
- Rumänsk-ortodoxa – 86,8 %
- Protestanter – 7,5 % (ungrare, szekler-ungrare, saxare-tyskar)
- Romerska katoliker – 4,7 % (ungrare, tyskar), därjämte en grekisk-katolsk minoritet (rumäner)
- Pingstvänner – 1,5 %
- Östkatoliker – 0,9 %

De flesta rumäner är medlemmar i den rumänsk-ortodoxa kyrkan, som är en kyrka inom den östortodoxa kristendomen. Katolicism och protestantism är också representerad, men främst i områden som är befolkade av mer västinfluerade invånare, såsom Transsylvanien som fram till 1920 var ockuperat av Ungern. De flesta ungrare är protestanter, och i majoritet bland protestanterna i Rumänien. Ett litet fåtal saxare är lutheraner. Nästan alla reformerta (kalvinister) är ungrare. Så gott som alla unitarianer är ungrare. Protestanter och romerska katoliker är av icke-rumänskt ursprung, vilka alltså kan uppgå till ca 12,2 procent av befolkningen. De cirka 260 000 romersk-katolska i Moldavien, så kallade Csángó, är ungrare eller av ungerskt ursprung. Antalet protestanter, romerska katoliker och judar har kraftigt minskat på grund av förföljelser sedan de båda världskrigen och den därpå följande kommunistdiktaturen.
I Dobrogea, en region längs med Svarta havets strand, finns en liten muslimsk minoritet bestående av turkar och tatarer. Detta är en rest sedan Osmanska rikets regeringstid respektive migration från Krim.

## Sociala förhållanden
Ceaușescus ambition att öka befolkningen genom att förbjuda aborter och göra preventivmedel illegala för att på så sätt trygga tillgången till arbetskraft orsakade stora problem för de unga i landet. Många nyfödda, handikappade barn och romer kunde inte komma ut i samhället ordentligt. Uppemot 100 000 barn mellan 0 och 18 år hamnade på 1980-talet på institutioner vilka saknade möjlighet till utbildning och intellektuell stimulans. Många led av näringsbrist och gavs därför blodtransfusioner. Den spridning av HIV-viruset som därmed skedde hölls som en statshemlighet. Under 1990-talet ändrades inte omhändertagandesystemet och inflödet till barnhemmen fortsatte och 50 000 barn adopterades internationellt.
År 2001 mottog Rumänien klagomål från EU, som ansåg att adoptionerna urartat till handel med barn. År 2004 trädde en lag i kraft som stoppar adoptionerna. Mellan 2002 och 2006 reformerade regeringen omhändertagandesystemet. Förändringarna gjorde det möjligt för lokala myndigheter att stänga barnhem och ge barn möjlighet till lämpligare placering i mindre boenden och nya familjer. Många barn, särskilt romer, saknar identitetshandlingar och många föräldralösa barn och handikappade är utestängda från sjukvårdssystemet.
Antalet unga i institutioner eller i skydd av staten har kraftigt minskat. År 2000 gjordes sjukhus, barnsjukhus och internatskolor om till barnhem vilket gav en kraftig ökning i statistiken: 57 181. År 2006 var denna siffra nere på ca 28 000 och idag är siffrorna ännu lägre. De är dock fortfarande höga för att vara i Europa.
Sverige har varit väldigt tydligt med att det är Rumäniens ansvar att se till att alla medborgare får en bra försörjning i sitt hemland. Enligt en artikel är  "Rumäniens behandling av den romska minoriteten är ett svek mot de grundläggande värden som EU bygger på" Enligt Lotta Edholm från Folkpartiet (numera Liberalerna) har den rumänska regeringen en plikt att se till att alla medborgare får gå i skolan, får bo i människovärdiga bostäder och har vettiga framtidsutsikter.
Europaparlamentarikern Cecilia Wikström från Liberalerna har föreslagit att Rumäniens EU-bidrag och rösträtt i Europeiska unionens råd (EU:s ministerråd) borde dras in om romerna i landet inte får det bättre. Cecilia Wikström menar att om man är med i EU får man sköta sig. Enligt folkräkningen utgör romerna över 600 000 personer, av landets 20 miljoner invånare.

### Levnadsstandard
Under det tredje kvartalet 2011 var den totala månatliga genomsnittliga inkomsten 558 euro per hushåll (cirka 5 000 kr). Skillnaden mellan tätort och landsbygd är dock stor. Inkomsten är 36 procent högre i städer än på landsbygden (2009). Omkring 10 procent av befolkningen uppskattas leva under fattigdomsgränsen (2010). Av dessa lever 90 procent på landsbygden.
Hälften av befolkningen lever i "materiell fattigdom", vilket är ett mått som inte mäter inkomsten utan vilka resurser och tillgångar man har. Det är den högsta fattigdomssiffran i EU, vid sidan av Bulgarien. Tillgången till bostäder var tidigare dålig, men har förbättrats. Det är mycket dyrt att hyra och köpa bostäder, särskilt i Bukarest. I samband med att hyreslägenheter görs om till bostadsrätter har priserna ökat.
Kvaliteten på bostäderna varierar och många familjer är trångbodda. Många bostäder, särskilt på landsbygden, har problem med vattentillförsel, el och uppvärmning. Det är vanligt med elavbrott till och med i huvudstaden.
Under 2010-talet har levnadsstandarden ökat snabbt. Rumänien hade 2016, tillsammans med Polen, den starkaste tillväxten i EU, 6%. 2017 var den genomsnittliga nettoinkomsten 515€ i månaden.